# Victor A. Gangelin
Victor A. Gangelin (souvent crédité Victor Gangelin) est un chef décorateur américain, né le 4 mars 1899 à Milwaukee (Wisconsin), mort le 2 avril 1967 à Los Angeles (Californie).

## Biographie
Au cinéma, Victor A. Gangelin contribue à quarante-sept films américains (dont des westerns), le premier sorti en 1936. Le dernier est La Bataille de la vallée du diable de Ralph Nelson  (avec James Garner et Sidney Poitier), sorti en 1966, année précédant sa mort.
Entretemps, citons Depuis ton départ de John Cromwell (1944, avec Claudette Colbert et Jennifer Jones), La Prisonnière du désert de John Ford (1956, avec John Wayne et Jeffrey Hunter), Le Fier Rebelle de Michael Curtiz (1958, avec Alan Ladd et Olivia de Havilland), Alamo de John Wayne (1960, avec le réalisateur et Richard Widmark), West Side Story de Robert Wise et Jerome Robbins (1961, avec Natalie Wood et Richard Beymer), ou encore Police spéciale de Samuel Fuller (1964, avec Constance Towers et Virginia Grey).
Après une première nomination à l'Oscar des meilleurs décors en 1945 pour Depuis ton départ, il le gagne en 1962 pour West Side Story.
Pour la télévision, Victor A. Gangelin contribue à un téléfilm (1958) et à cinq séries, dont La Grande Vallée (épisode pilote, 1965) et Une mère pas comme les autres (intégrale des trente épisodes, 1965-1966).

## Filmographie partielle

### Cinéma
- 1936 : Ennemis publics (Great Guy) de John G. Blystone
- 1943 : Le Cabaret des étoiles (Stage Door Canteen) de Frank Borzage
- 1943 : Le Mystère de Tarzan (Tarzan's Desert Mystery) de Wilhelm Thiele
- 1944 : Depuis ton départ (Since You Went Away) de John Cromwell
- 1944 : La Malédiction de la Momie (The Mummy's Curse) de Leslie Goodwins
- 1945 : Les Amours de Salomé (Salome Where She Danced) de Charles Lamont
- 1946 : L'Évadée (The Chase) d'Arthur Ripley
- 1947 : Oh quel mercredi ! (The Sin of Harold Diddlebock) de Preston Sturges
- 1953 : Le Monstre magnétique (en) (The Magnetic Monster) de Curt Siodmak
- 1954 : Les Géants du cirque (Ring of Fear) de James Edward Grant et William A. Wellman
- 1955 : Pour que vivent les hommes (Not as a Stranger) de Stanley Kramer
- 1955 : L'Allée sanglante (Blood Alley) de William A. Wellman
- 1955 : Le juge Thorne fait sa loi (Stranger on Horseback) de Jacques Tourneur
- 1956 : La Prisonnière du désert (The Searchers) de John Ford
- 1956 : Infamie (The Come On) de Russell Birdwell
- 1956 : Légitime Défense (Gun the Man Down) d'Andrew V. McLaglen
- 1956 : Le Roi et Quatre Reines (The King and Four Queens) de Raoul Walsh
- 1958 : Le Fier Rebelle (The Proud Rebel) de Michael Curtiz
- 1958 : Je veux vivre ! (I Want to Live!) de Robert Wise
- 1959 : Les Cavaliers (The Horse Soldiers) de John Ford
- 1959 : L'Homme dans le filet (The Man in the Net) de Michael Curtiz
- 1960 : Alamo (The Alamo) de John Wayne
- 1961 : West Side Story de Robert Wise et Jerome Robbins
- 1962 : Les Trois Sergents (Sergeants 3) de John Sturges
- 1963 : L'Étrange Histoire du juge Cordier (Diary of a Madman) de Reginald Le Borg
- 1963 : Le Tumulte (Toys in the Attic) de George Roy Hill
- 1964 : Police spéciale (The Naked Kiss) de Samuel Fuller
- 1966 : La Bataille de la vallée du diable (Duel at Diablo) de Ralph Nelson

### Télévision
- 1958 : Téléfilm Tarzan and the Trappers de Charles F. Haas et Sandy Howard
- 1965 : Série La Grande Vallée (The Big Valley), saison 1, épisode 1 Le Droit du sang (Palms of Glory) de William A. Graham
- 1965-1966 : Série Une mère pas comme les autres (My Mother the Car), saison unique, 30 épisodes (intégrale)

## Distinctions
- Oscar des meilleurs décors :
  - En 1945, catégorie noir et blanc, pour Depuis ton départ (nomination) ;
  - Et en 1962, catégorie couleur, pour West Side Story (gagné).